# الهارب الصغير (فلم)
الهارب الصغير (بالإنجليزية: Little Fugitive) فيلم أمريكي من إنتاج عام 1953. كتابة وإخراج كل من ريموند أبراشكين وموريس إينجل وروث أوركين.

## القصة
يحكي الفيلم قصة طفل في جزيرة كوني. وقد أثر الفيلم على الحركة الفرنسية الجديدة، وامتدحه النقاد واعتبروه فيلما تاريخي أرسى قواعد السينما الواقعية، وكذلك عدم وجود أدوار رئيسية. وقد رشح الفيلم لجائزة الاوسكار عن أفضل حوار وأفضل قصة.
وفي عام 1997 اختارت مكتبة الكونغرس الفيلم لكي تحتفظ به مسجلا في أرشيفها، معتبرة إياه ثروة قومية تحمل طابعا تاريخيا وجماليا ووطنيا.

## وصلات خارجية
- مقالات تستعمل روابط فنية بلا صلة مع ويكي بيانات